# Marielund (stiftsgård)

Marielund är en katolsk stiftsgård i Ekerö kommun, där det bedrivs reträtter och kursverksamhet.
Huvudbyggnaden lät byggas under åren efter 1902 av Marie Klinckowström, som också donerade den och ägorna till romersk-katolska kyrkan. På Marielund drivs sedan seklets början även barnkolonier och lägerverksamhet. Under en period drevs Marielund av dominikanersystrar och var således även en klosterkommunitet. I kapellet, byggt på 1960-talet av tyska ungdomar, firas mässa varje söndag.
Marielund hör till Stockholms katolska stift. Det finns kurs- och reträttgård och lägergård med möjlighet till helpension på Marielunds område. Till gården hör två kapell som är öppna för gäster. Det finns en Lourdesgrotta utomhus som är tillägnad Jungfru Maria.

## Bilder

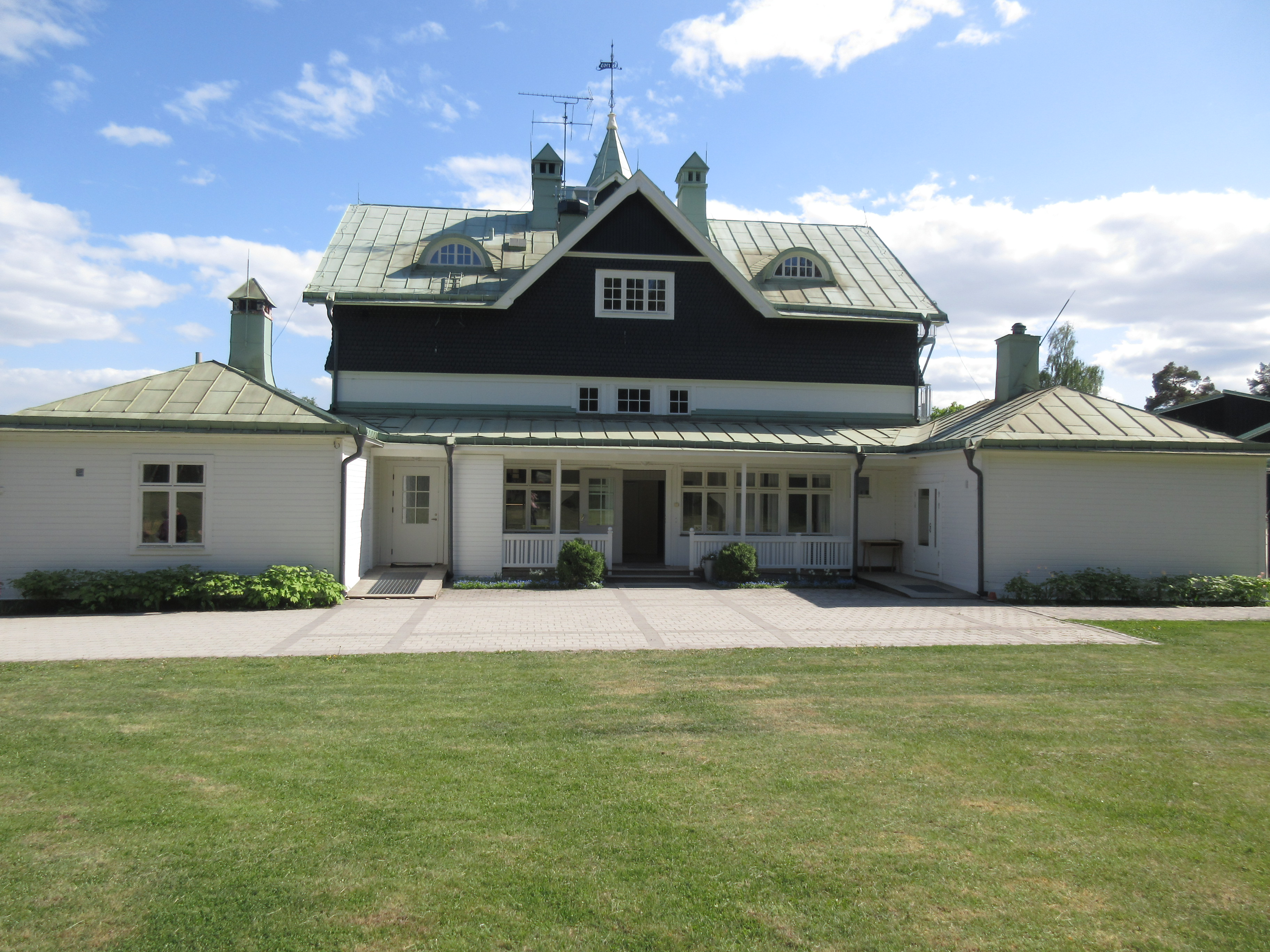
Marielund katolska stiftsgård, kurs- och reträttgården.
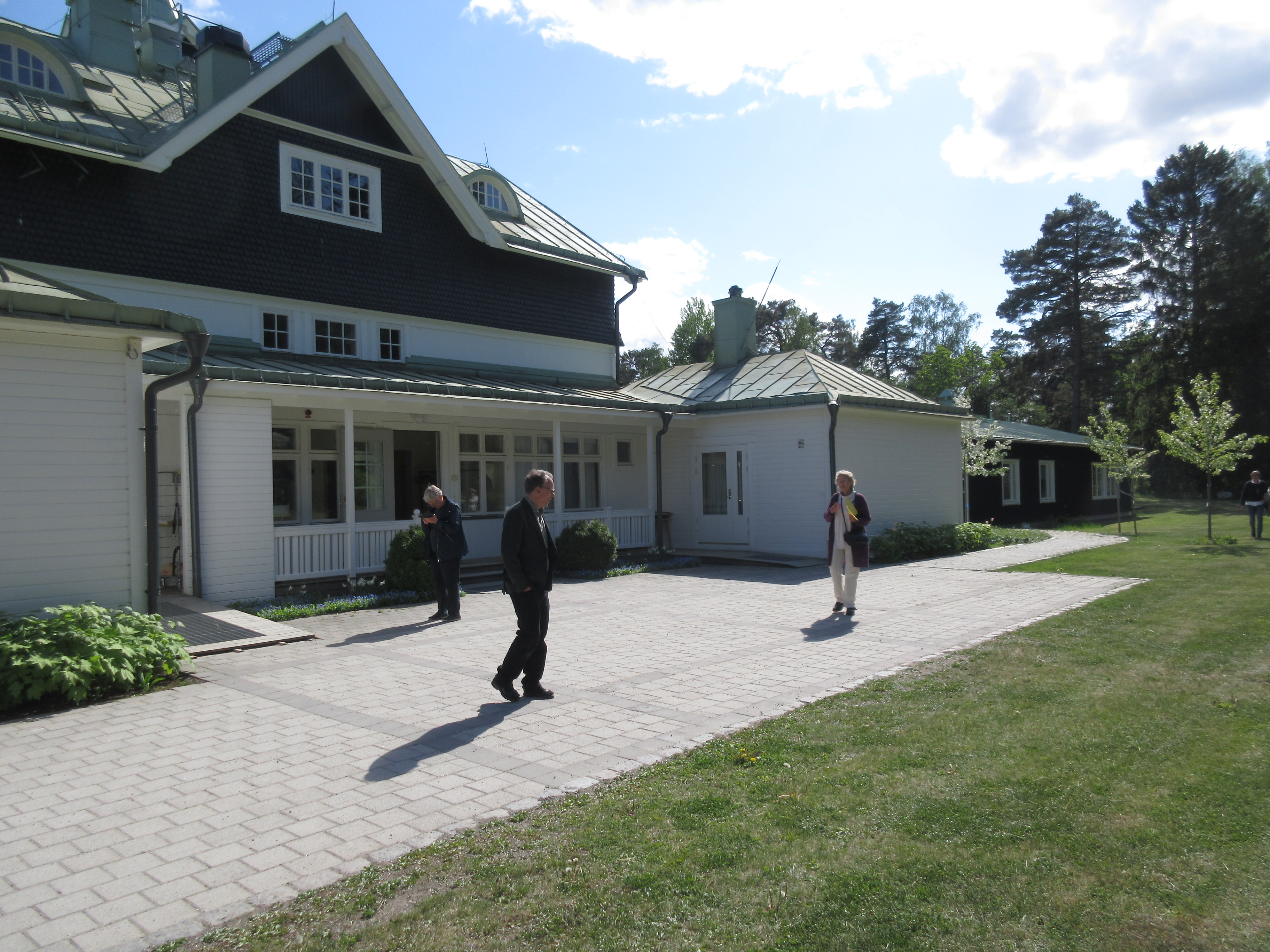
Entré till Marielund katolska stiftsgård.
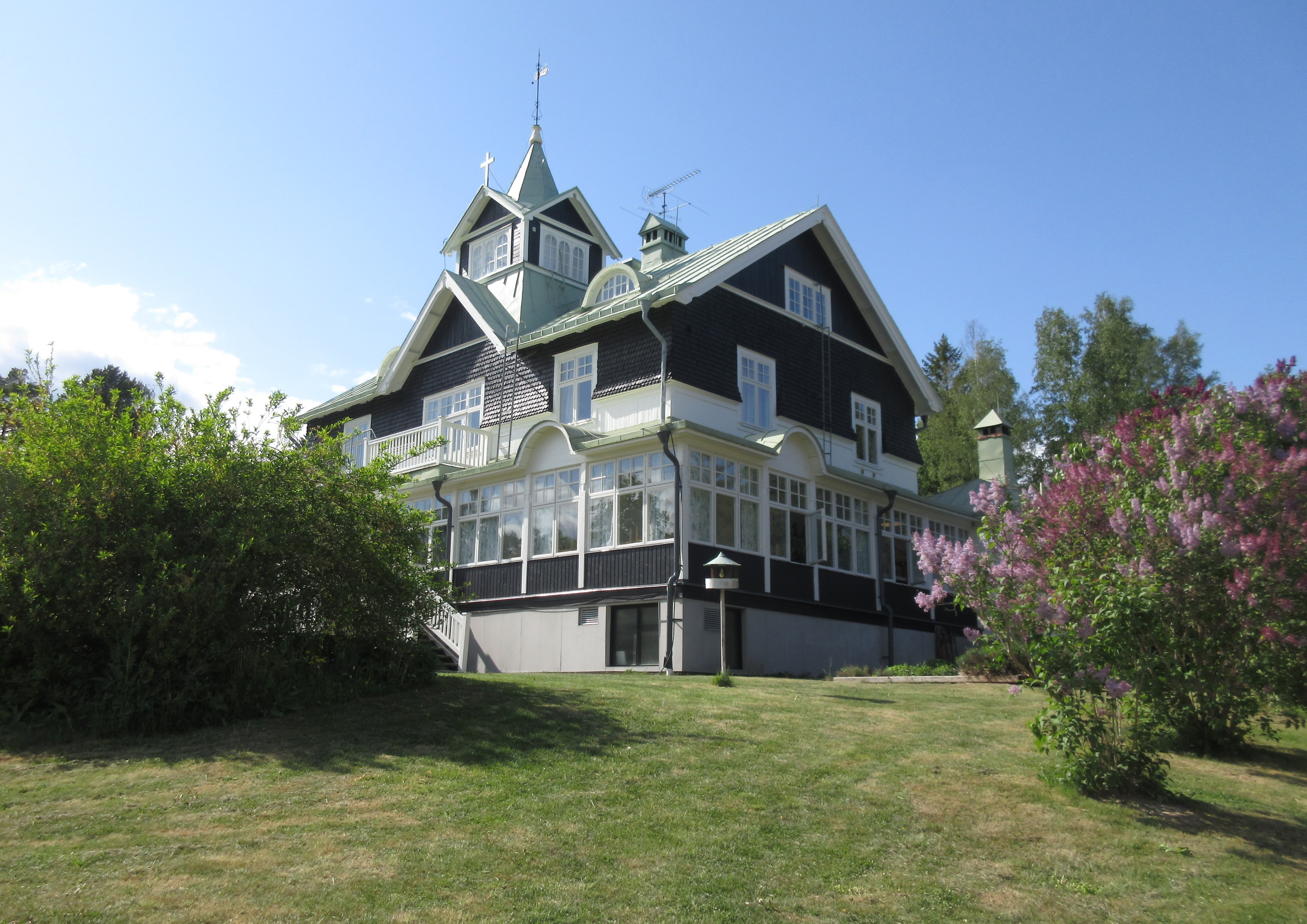
Byggnaden mot trädgården.
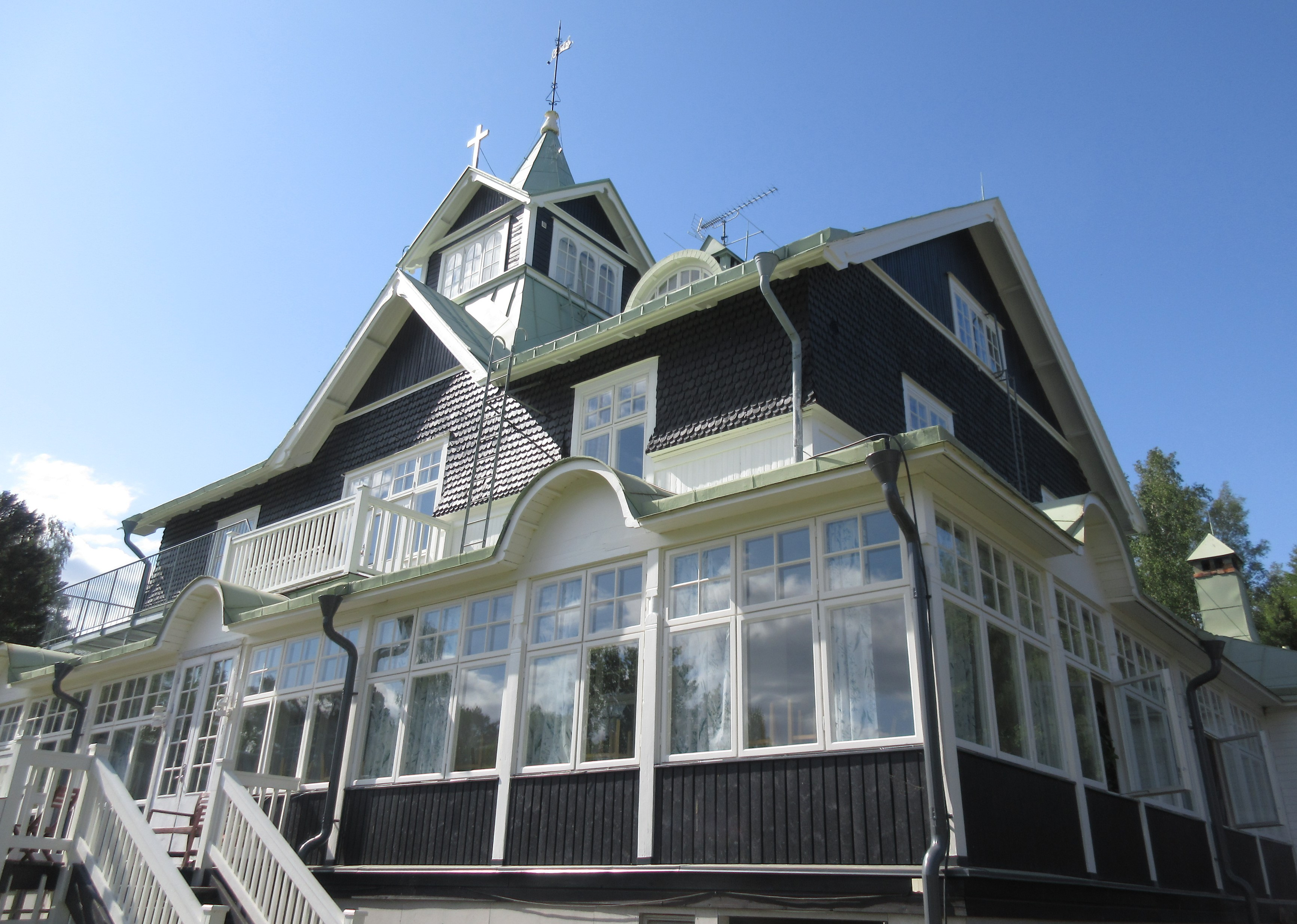
Byggnaden med torn, kors och vindflöjel med årtalet 1903.
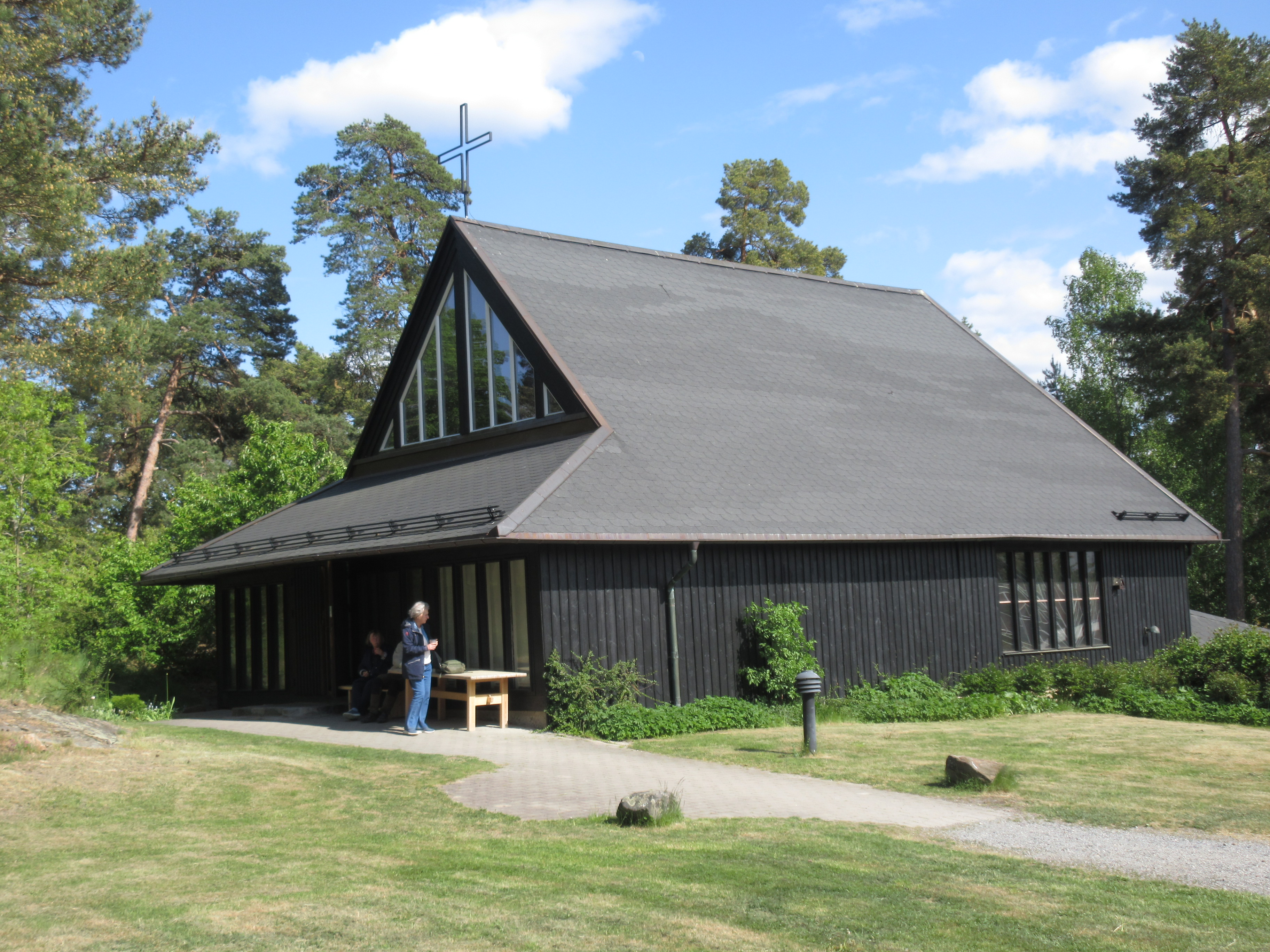
Stiftsgårdens kapellbyggnad.
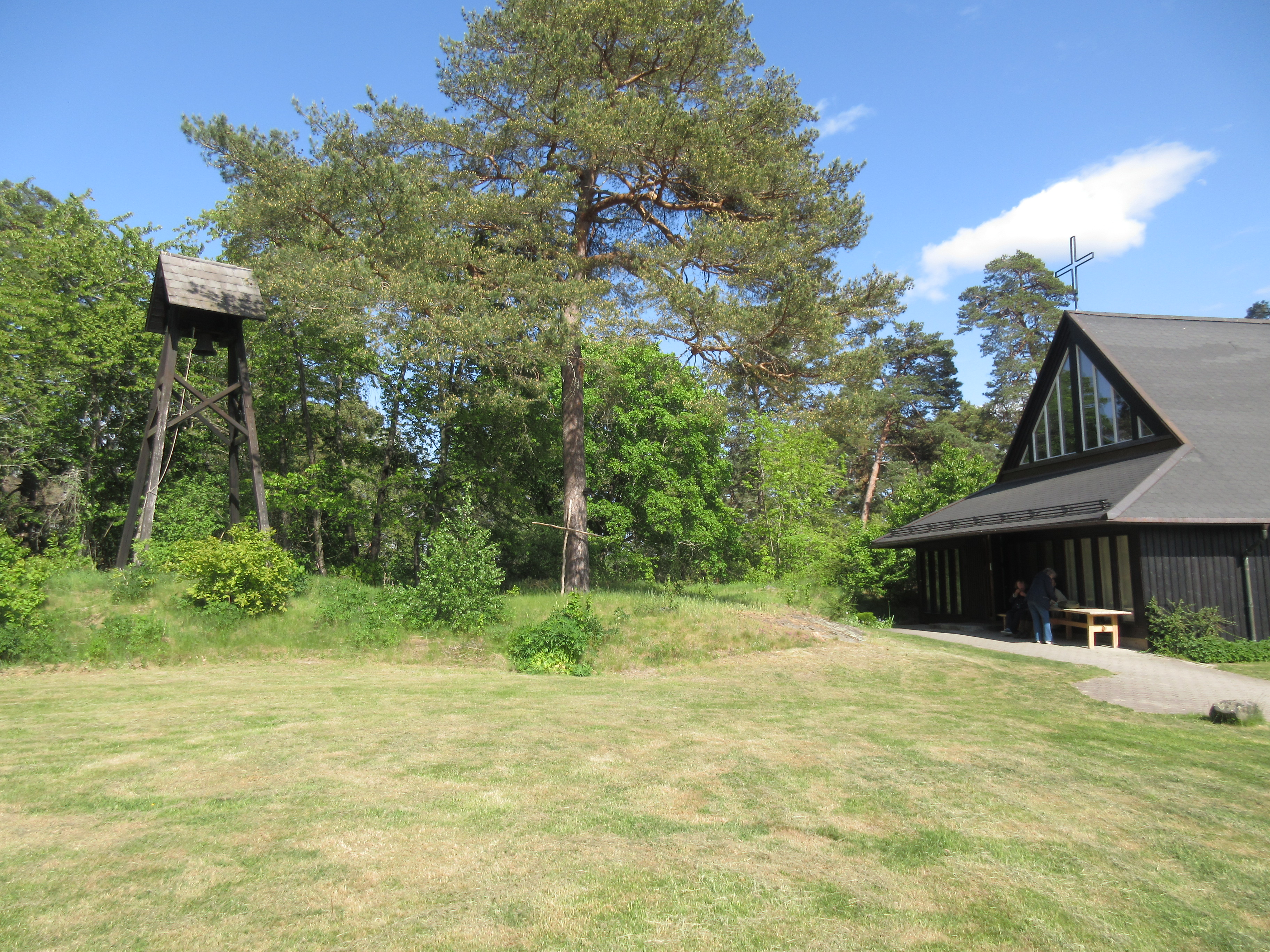
Kapellet och klockstapeln.